# Krystle McLaughlin
Krystle McLaughlin es una profesora y biofísica estructural trinitense-estadounidense, adjunta de Química en la Universidad de Vassar.
McLaughlin creció en Tobago, donde conoció a Joan y Jay Mandle, dos profesores de la Universidad de Colgate que la animaron a solicitar su inscripción allí. Estudió Física en la Universidad de Colgate, donde se graduó en 2006, y fue la única mujer de color que se graduó en Física. En la Universidad de Colgate lideró la Sociedad de Alumnos de Física. Después de graduarse ha vuelto a su universidad para hablar en la reunión anual SophMORE Connections, en el que los estudiantes conocen a los antiguos alumnos. En 2006, se une al laboratorio Clara Kielkopf de la Universidad de Rochester. Ha sido reconocida con los premios de Universidad de Rochester William F. Neuman y George Metzger. Durante su licenciatura participó como conferenciante invitada en la Universidad de Hampton. En su tesis utilizó la cristalografía de rayos X para estudiar la termodinámica y base estructural de las interacciones de la proteína y el ácido nucleico. La tesis fue defendida con éxito en 2011.
McLaughlin se incorporó a la Universidad de North Carolina en Chapel Hill como investigadora posdoctoral becada por el programa de becas Seeding Postdoctoral Innovators in Research and Education (SPIRE). Caracterizó las proteínas responsables de transferir la resistencia a antibióticos y la virulencia en las células bacterianas, y enseñó el programa de biología. Fue nombrada Profesora de Práctica en la Universidad de Lehigh, donde lanzó el Día PA de ADN, una celebración que ahora es anual dedicada al ADN y la genética. Estuvo en París en noviembre 2015, coincidiendo con los ataques de París. En la Universidad de Lehigh destacó por el desarrollo de nuevas metodologías innovadoras para enseñar a los estudiantes cómo interpretar la cristalografía. Usa el lysozyme para enseñar al alumnado sobre cristalización y modelización molecular. Ha hecho campaña para la ubicación en Sudáfrica de un Synchrotron fuente de luz en Sudáfrica.
En 2017 se une a la Universidad de Vassar como profesora adjunta en Química. En esta universidad su laboratorio se centra en la difusión de la resistencia antibiótica, la microbiotia intestinal y la bioquímica de micobacterias víricas.
Participa en actividades científicas. McLaughlin ocupa la silla 2018 del American Institute of Physics en el comité de enlace las minorías. Ha sido elegida miembro de la American Crystallographic Association.